# Teininsaaret
Teininsaaret är öar i Finland. De ligger i sjön Vuosjärvi och i kommunen Kannonkoski i den ekonomiska regionen  Saarijärvi-Viitasaari och landskapet Mellersta Finland, i den centrala delen av landet, 300 km norr om huvudstaden Helsingfors. Arean för den av öarna koordinaterna pekar på är 0,2 hektar och dess största längd är 110 meter i sydväst-nordöstlig riktning. Öarna är naturreservat.